# Philippe Leroy
Philippe Leroy (ur. 15 października 1930 w Paryżu, zm. 1 czerwca 2024 w Rzymie) – francuski aktor filmowy, teatralny i telewizyjny.

## Biografia
Zagrał w ponad 150 filmach od 1960 roku, bardzo często występował w kinie włoskim, a także w swoim rodzinnym kraju. Był nominowany do nagrody BAFTA dla najlepszego aktora zagranicznego za debiutancką rolę w filmie Dziura Jacques’a Beckera (1960) oraz do nagrody Emmy dla najlepszego aktora pierwszoplanowego za rolę tytułową we włoskim miniserialu Żywot Leonarda da Vinci (1971). Kawaler medalu Legii Honorowej oraz Krzyża Waleczności Wojskowej, za uczestnictwo w pierwszej wojnie indochińskiej i wojnie algierskiej.

## Życie prywatne
Leroy poślubił włoską dziennikarkę Silvię Tortorę w 1990 roku; para pozostała razem aż do jej śmierci 10 stycznia 2022 roku. Mieli dwójkę dzieci; Philippe’a i Michelle. Miał też jeszcze jedno dziecko, aktorkę Philippine Leroy-Beaulieu, z poprzedniego małżeństwa.
W późniejszym życiu Leroy zajął się spadochroniarstwem, które było jego hobby. Był członkiem oddziału spadochronowego klubu sportowego S.S. Lazio Rzym, a także kibicem jego drużyny piłkarskiej. W 2010 roku podczas Rome Parashow uczcił swoje 80. urodziny, wyskakując z samolotu. W kwietniu 2011 roku, w wieku 81 lat, spędził 12 dni w Afganistanie z włoskimi spadochroniarzami jako specjalny korespondent.
Leroy zmarł w Rzymie 1 czerwca 2024 roku w wieku 93 lat.